# Castelnau-de-Montmiral
Castelnau-de-Montmiral – miejscowość i gmina we Francji, w regionie Oksytania, w departamencie Tarn. W 2013 roku jej populacja wynosiła 1051 mieszkańców. Przez gminę przepływa rzeka Vère. 